# غروس شينورن
غروس شينورن (بالإنجليزية: Gross Schinhorn)‏ هو أحد جبال سلسلة جبال الألب ليبونتيني ويقع في كانتون فاليز في سويسرا. يحتل المرتبة رقم 234 في قائمة جبال سويسرا من حيث الارتفاع، إذ يبلغ ارتفاعه حوالي 2939 متر، بينما يبلغ ارتفاع نتوء الجبل 465 متر.